# Torrent de Cala Pi
El torrent de Cala Pi és un torrent del terme municipal de Llucmajor, Mallorca, que desemboca a Cala Pi. Recull les aigües de la zona de les possessions de Cas Frares, es Carbonells, Son Munar, Son Tord, Gomera i Son Mateu, encara que solament presenta curs definit des del migjorn de Capocorb Vell fins a la cala. Té una conca de 50 km² de superfície. Apareix documentat el 1309.
Situat al cor del barranc a la part superior, al mig d'una espessa vegetació, hi ha un antic pou d'aigua dolça, anomenat Pou Sobirà, Pou Dolç o Pou de Cala Pi, del qual hi ha constància documental el 1595. S'anomena "Sobirà" perquè està situat a la part alta del barranc; "Dolç" perquè l'aigua és dolça estant molt proper a la mar; i de Cala Pi per la proximitat a la dita cala.

## Jaciments arqueològics
Hi ha un jaciment prehistòric, prop de la platja, constituït per una cova artificial (Cova de Cala Pi), situada al penya-segat del llevant del barranc, amb la façana formada per un mur talaiòtic i portal al mig. Sobre la paret interior, situada ben davant el portal d'accés, hi ha un gravat rupestre cruciforme.